# Bristol Freighter
Bristol Type 170 Freighter – brytyjski, dwusilnikowy, samolot transportowy (lub jako samolot pasażerski w wersji Wayfarer) średniego zasięgu (1320 km), opracowany w latach 40. XX wieku przez przedsiębiorstwo Bristol Aeroplane Company.
Pierwszy lot samolotu miał miejsce 2 grudnia 1945 roku. Wersja Wayfarer odbyła swój pierwszy lot dopiero 30 kwietnia 1946 roku.
Łącznie zbudowano 214 egzemplarzy samolotu. Maszyna była używana przez lotnictwo cywilne i wojskowe. Na bazie samolotu opracowana została wydłużona wersja z 60 miejscami, znana pod nazwą Super Wayfarer.